# Rafael Salas Cañizares
Rafael Ángel Salas Cañizares (Cruces, Cuba, 16 de enero de 1913 - La Habana, Cuba, 31 de octubre de 1956) fue un militar cubano. 

## Vida
Rafael Salas Cañizares fue acusado de la muerte del obrero Carlos Rodríguez durante un mitin de estudiantes contra el aumento del pasaje del transporte público, por lo que apoyo a Fulgencio Batista cuando dio el Golpe de Estado en Cuba de 1952 con el objetivo de recuperar el poder. Este lo ascendió al teniente de la Policía Rafael Salas Cañizares al grado de General de brigada, por su participación en ese evento, y fue nombrado jefe de la Policía Nacional. Se caracterizó por la represión brutal a las manifestaciones revolucionarias de los estudiantes y revolucionarios en general.

## Muerte

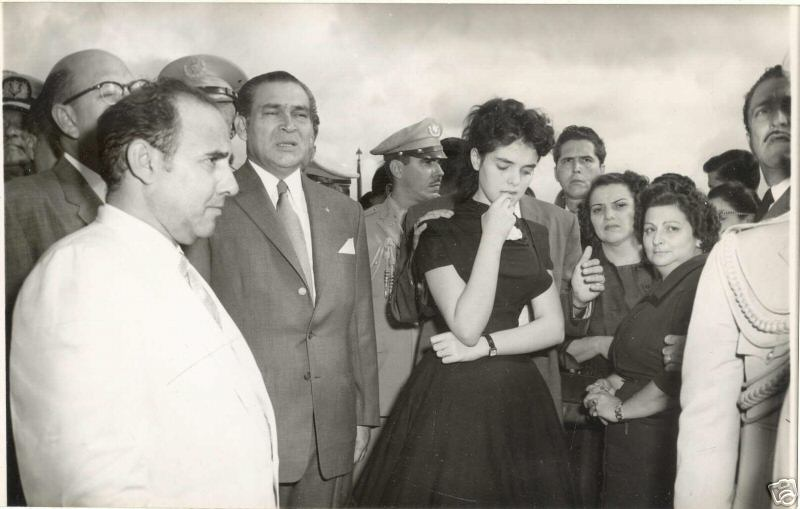
Fulgencio Batista en el entierro de Rafael Salas Cañizares.

Rafael Salas Cañizares dirigió la Masacre en la embajada de Haití en Cuba el 29 de octubre de 1956. Violando todos los tratados internacionales penetró con su escolta en la Embajada de Haití. Marchando al frente de sus hombres, masacró a los asilados e intercambió disparos con 3 de los rebeldes armados, quienes cayeron. Salas entró a la habitación del primer piso y se detuvo junto al trío caído, con el bajo vientre y la ingle abultados bajo los pantalones, por debajo del borde de su chaleco antibalas. Secundino Martínez Sánchez, agonizante de espaldas con una visión privilegiada de esta exposición, elevó ligeramente su mano derecha, que aún sostenía una pistola ametralladora, y, con energía terminal, disparó su último tiro al vientre. El jefe de policía se unió a los caídos, permaneció dos días hospitalizado y falleció.